# Kearney (Missouri)
Kearney – miasto w Stanach Zjednoczonych, w stanie Missouri, w hrabstwie Clay.